# Рождественская улица (Владикавказ)

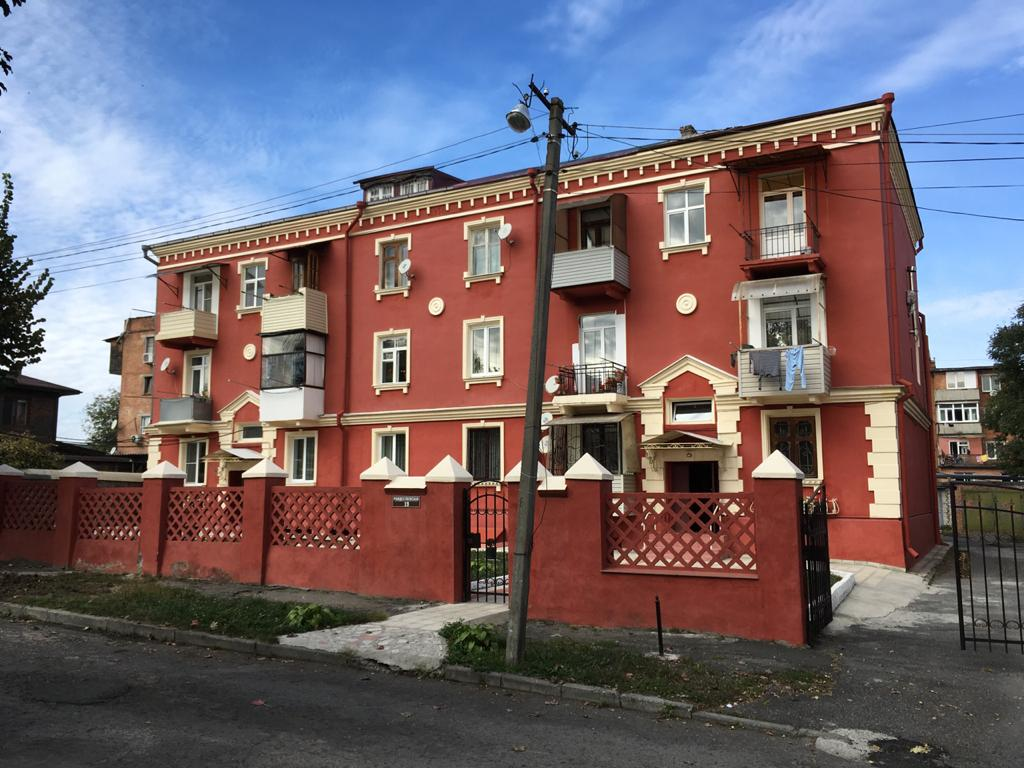
Дом № 19

Рожде́ственская улица — улица во Владикавказе, Северная Осетия, Россия. Улица располагается в Иристонском муниципальном округе между Армянской улицей и улицей Алибека Кантемирова. Начинается от улицы Алибека Кантемирова. На Рождественской улице заканчивается улица Штыба.

## История
Сегодняшняя улица стала формироваться в начале XIX века и была отмечена на картах города Владикавказа XIX и первой четверти XX веков как Малорождественская улица и Ружемятинская улица. Ружемятинская улица упоминается в Перечне улиц, площадей и переулков от 1911 года.
В 1937 году Малорождественская и Ружемятинская улицы были объединены в одну с названием улица Войкова в честь революционера и советского дипломата Петра Войкова. По всей видимости, имя Петра Войкова улица получила к 10-летию со дня его гибели.
11 апреля 2018 года Топонимическая комиссия города Владикавказа приняла решение о возвращении улице Войкова её исторического названия — Рождественская. Постановлением АМС города Владикавказ от 25 мая 2018 года улица обрела новое название.

## Значимые здания и учреждения
Памятники истории и культуры Северной Осетии
- д. 18 — памятник истории. Дом, где в 1918—1964 гг. жил известный врач Валерьян Иосифович Щебровский;
- д. 2/ Армянская улица, 24 — памятник истории. Дом К. Л. Хетагурова, который не был достроен в связи с тяжелой болезнью и отъездом поэта в село Георгиевско-Осетинское.

Другие здания
- 8 — в этом доме с 1903 по 1907 год проживала осетинская поэтесса Роза Кочисова[7].